# Rakosina deplanata
Rakosina deplanata är en stekelart som beskrevs av Boucek 1956. Rakosina deplanata ingår i släktet Rakosina och familjen puppglanssteklar. Arten är reproducerande i Sverige. Inga underarter finns listade i Catalogue of Life.